# Paso Carrasco

Paso Carrasco es una ciudad del departamento de Canelones, sede del municipio homónimo. Forma parte del Área Metropolitana de Montevideo. Es la localidad más próxima a la capital hacia el este (a 16 km del centro). Limita con el arroyo Carrasco, Carrasco Norte al oeste, al norte con Bañados de Carrasco, con Parque Miramar al Sur y el Parque Franklin Delano Roosevelt al Este. De acuerdo al censo de 2023, tenía una población estable de 17 586 habitantes.

## Historia
Su nombre refiere a un camino (paso) sobre tierra firme que más o menos seguía en ese entonces el curso de la hoy ruta interbalnearia y conectaba esta zona llena de dunas con el paso Escobar sobre el arroyo Pando. De ahí proviene el nombre de Paso de Carrasco que, con el correr del tiempo, se fue deformando hasta quedar en el hoy Paso Carrasco.
Hasta la década de los años 1940 estas tierras a ambos lados de la avenida Wilson Ferreira Aldunate (en ese entonces Camino Carrasco) eran propiedad de Conrado, Ema y Ricardo Lagos y de Julieta García Acevedo y su esposo, el duque Livio Sersale di Cerisano, llegado de Italia.
Al fallecer Julieta García Acevedo, Livio Sersale decidió volver a Italia y vendió todas sus propiedades, lo que permitió el fraccionamiento en 1955 de parte de lo que actualmente es Paso Carrasco (el barrio Paraíso de Carrasco), unas 44 ha. La parte centro-norte de la ciudad, donde actualmente se encuentra el barrio Monterrey, unas 34 ha, fue vendida a la sociedad anónima DAR, integrada por Andrés Deus, José Pedro Aramendia y el doctor Rodríguez Barrios, que en 1958 la fraccionaron y promovieron la venta de solares obsequiando 5.000 ladrillos.
En esta zona había poca población, predominaban los montes, los médanos y las lagunas. El Camino Carrasco fue asfaltado en 1959 y la locomoción estaba a cargo de las líneas 109 y 114 que tenían frecuencia cada 1 hora y solo hasta las 17 o 18 horas con destino al centro de Montevideo.
Los primeros comercios de la zona fueron una panadería, una farmacia y un almacén. La luz eléctrica fue instalada en 1959. Por ley N° 13.167 del 15 de octubre de 1963 la localidad fue elevada a la calidad de pueblo. El agua era conseguida mediante bombas aljibes y recién en 1970 llegó el servicio de OSE. En 1984 se inauguró el alumbrado de Camino Carrasco.
El crecimiento demográfico ha sido vertiginoso. En las proximidades de Paso Carrasco se encuentra el Aeropuerto Internacional de Carrasco y la Escuela Técnica de Aeronáutica. La existencia de algunas industrias importantes (automotoras, papeleras, frigoríficos, curtiembres, areneras, pinturas) hizo que muchas personas obtuvieran fuentes de trabajo. La recesión originada en los últimos años provocó que muchas de estas industrias cerraran sus plantas o disminuyeran su personal. Paso Carrasco cuenta con escuelas y liceo público y sus habitantes están muy vinculados a las actividades montevideanas. 
Por ley N° 16.608 del 19 de octubre de 1994 Paso Carrasco fue elevado a la categoría de ciudad.

## Población
Según el censo de 2023 la ciudad cuenta con una población de 17 586 habitantes.
| 4 896         | 8 592 | 10 278 | 12 174 | 15 028 | 15 908 | 17 586 |
| (Fuente: INE) |       |        |        |        |        |        |

## Transporte
Existen líneas de transporte de ómnibus que atraviesan este barrio. Por el momento utilizan la Avenida Wilson Ferreira Alfunate sin ingresar por sus calles internas.
| Línea   | Salida - Destino                                                            |
| ------- | --------------------------------------------------------------------------- |
| 109     | Parque Roosevelt (Av. La Playa) - Plaza Independencia                       |
| 701     | Pando - Terminal Río Branco                                                 |
| 704     | Pando - Terminal Río Branco                                                 |
| 704-703 | Terminal Río Branco - Aeropuerto - Pando - Terminal Río Branco (por Ruta 8) |
| 705     | Pinar - Terminal Río Branco                                                 |
| 706     | Pando - Terminal Río Branco                                                 |
| C1      | Salinas - Terminal Río Branco                                               |
| C3      | Parque del Plata - Terminal Río Branco                                      |
| C5      | Estación Atlántida - Terminal Río Branco                                    |
| D9      | Paso Carrasco (Monterrey) - Ciudad Vieja                                    |
| P761    | Paso Carrasco - Parque del Plata                                            |
| T1      | Paso Carrasco - Pando (por Aeropuerto)                                      |
| T1      | Paso Carrasco - Pando (por Rambla)                                          |
| T4      | Paso Carrasco - Pando (por Aeropuerto)                                      |
| T4      | Paso Carrasco - Pando (por Rambla)                                          |
| T5      | Paso Carrasco - Barros Blancos Km.26½                                       |
| T6      | Paso Carrasco - Pando (Talar)                                               |

## Polución
La ciudad a menudo se ve invadida por un fétido olor proveniente de la contaminación del Arroyo Carrasco y el vertedero municipal